# 大村篤史
大村 篤史（おおむら あつし、1966年 - ）は、京都を拠点に活動するキーボーディストで作曲家・編曲家。自らを「鍵盤弾き」と呼ぶ。

## 略歴
- 1990年に秋人の他、音楽仲間と結成したバンド「Roose」でYAMAHA BEX（旧・ヤマハポピュラーソングコンテスト）でグランプリを獲得[1]。1992年にRooseの活動停止後、ギタリストの西野やすしに師事。
- 1999年には安倍令ことのデュオで、99京都音楽祭で最優秀賞を獲得。
- その後、花*花のサポートを担当する。また、高等学校等で軽音楽を指導。
- 2006年現在、カルチャーセンター等での作曲指導・MIDI制作指導等に活動の主力をおく。
- キーボーディストとして、もんたよしのり/ばんばひろふみのバンドに参加したことがある[1]。